# 西蕉山古建筑群
西蕉山古建筑群，位于中华人民共和国山西省大同市广灵县蕉山乡西蕉山村，已列为山西省文物保护单位。

## 保护
2016年6月6日，西蕉山古建筑群由山西省人民政府公布为第五批山西省文物保护单位，编号5-40。